# Morettia
Morettia é um género botânico pertencente à família Brassicaceae.